# Goneplax sigsbei
Goneplax sigsbei is een krabbensoort uit de familie van de Goneplacidae. De wetenschappelijke naam van de soort werd in 1880 voor het eerst geldig gepubliceerd door Alphonse Milne-Edwards.